# Royal Arcade

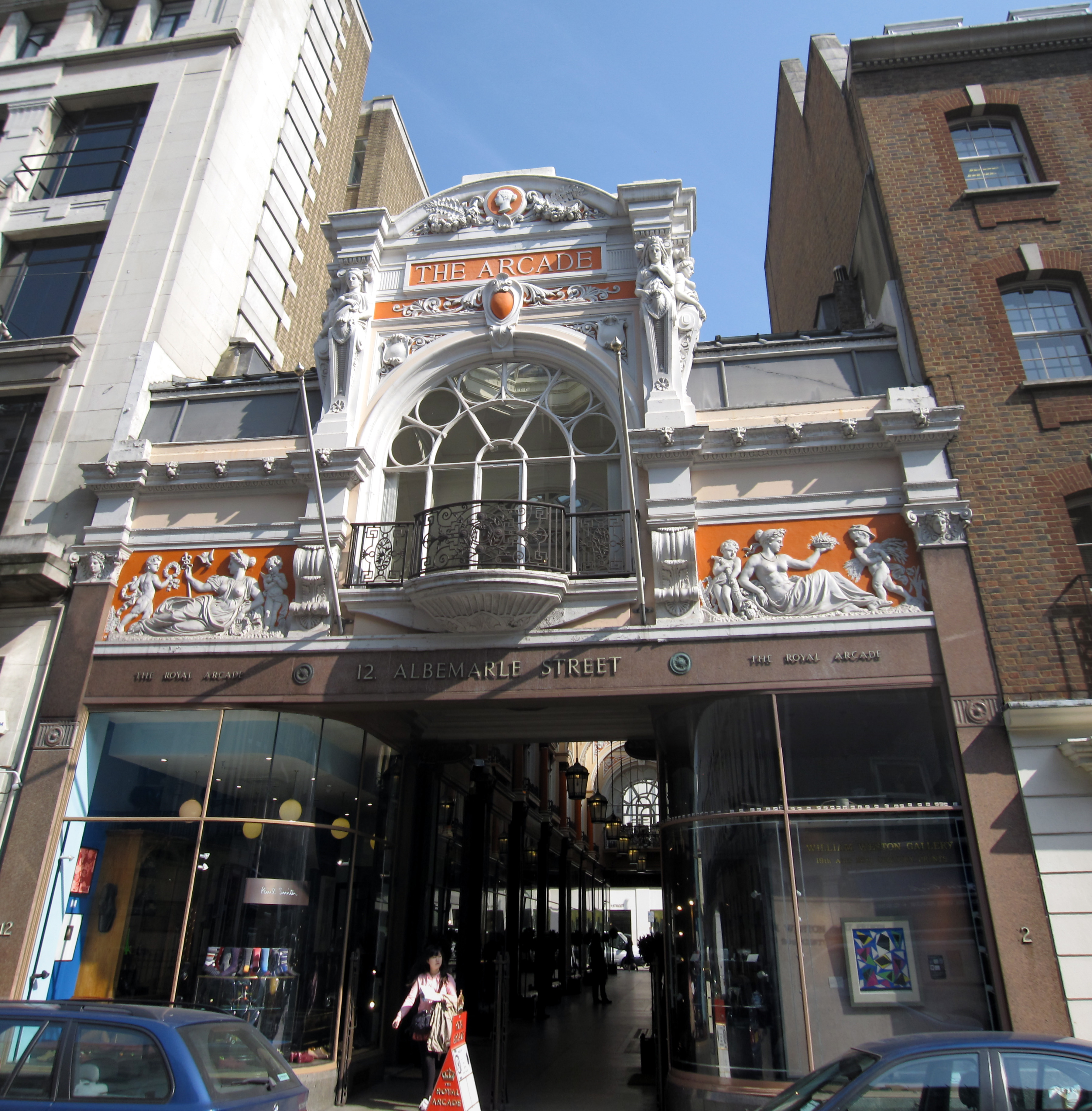
Entrée à Albemarle Street

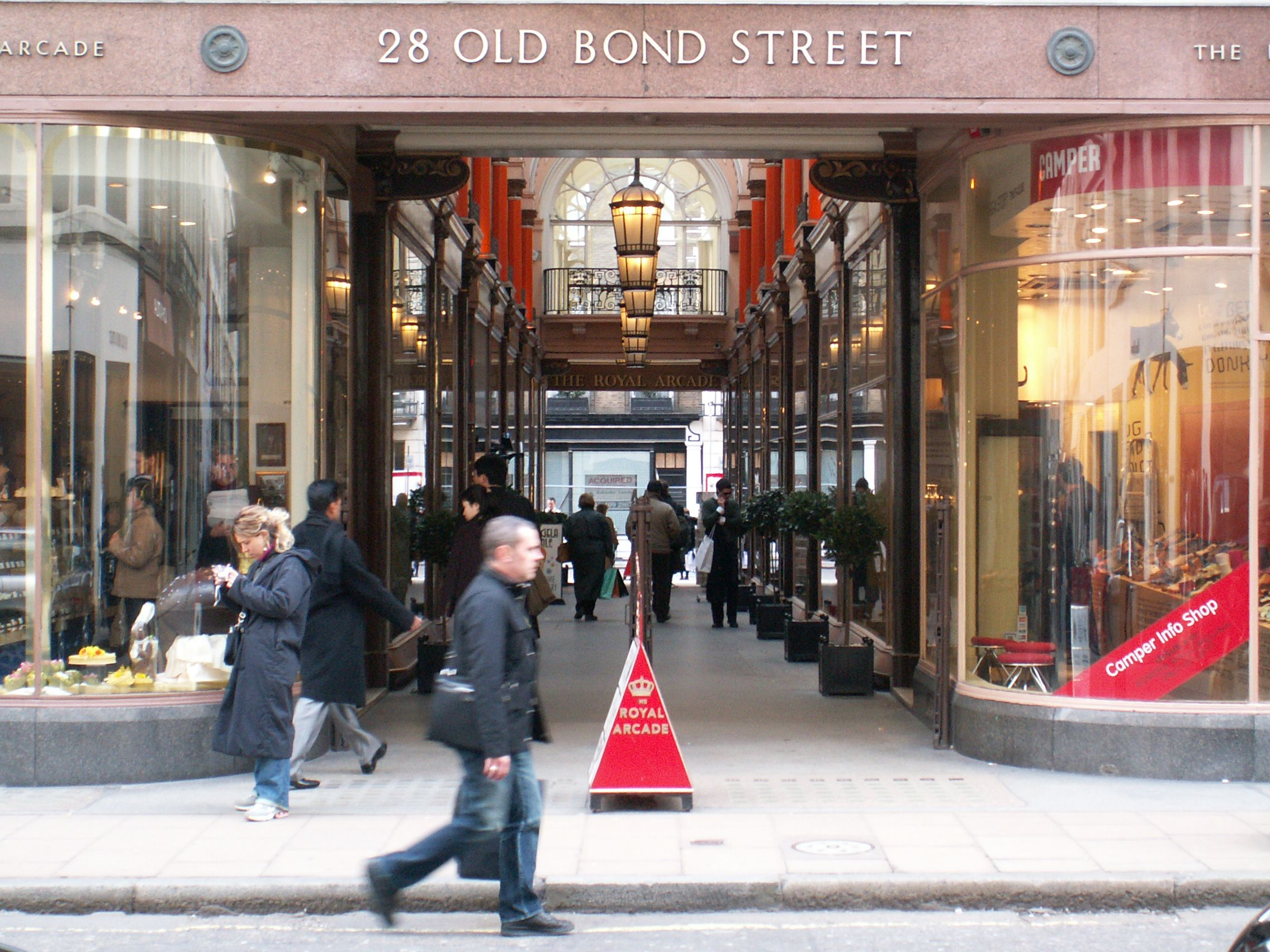
Entrée à Old Bond Street

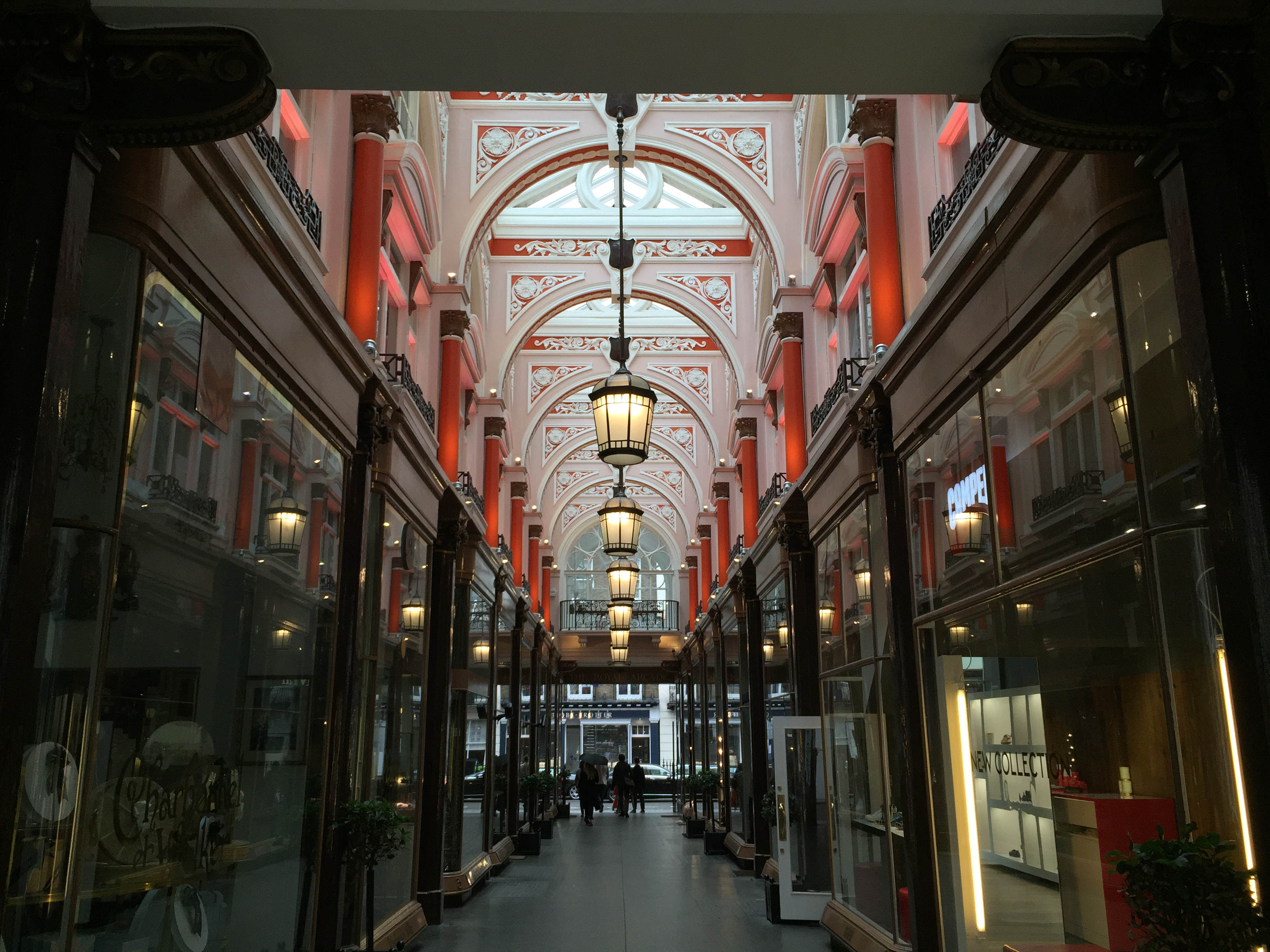
Intérieur

La Royal Arcade, dans le quartier commerçant haut de gamme de Mayfair, à Londres, est une galerie marchande historique de l'époque victorienne qui s'étend du 12 Albemarle Street au 28 Old Bond Street. Achevée en 1880, elle a été conçue par les architectes Archer & Green et est classé Grade II.  

## Histoire
Le développement d'une arcade dans la zone a été initialement proposé en 1864 comme liaison entre Old Bond Street et Regent Street, mais a été rejeté en raison de l'ampleur des démolitions proposées et de la restriction de l'accès aux propriétés existantes. Une proposition remaniée ultérieure a été soumise avec sa disposition actuelle, et l'arcade telle qu'elle apparaît aujourd'hui s'est ouverte en 1880 . Elle a en partie remplacé le Clarendon Hotel, qui avait été démoli en 1870. 
Avec son toit en verrière, ses arches en stuc richement décorées, ses devantures de verre incurvées et ses colonnes ioniques, l'arcade a peu changé au cours des 140 dernières années et conserve toutes ses caractéristiques originales, ce qui en fait une arcade victorienne originale rare. 
Comme le montrent les façades en stuc hautement décoratives à chaque extrémité, il s'appelait à l'origine The Arcade. Il a acquis son préfixe royal lorsque le fabricant de chemises HW Brettell a été parrainé par la reine Victoria au début des années 1880. William Hodgson Brettell a ouvert ses fabriques de chemises dans The Arcade en 1880 et occupait le numéro 12, où les parfumeurs Ormonde Jayne sont basés aujourd'hui. 
Edward Goodyear, un autre titulaire original d'un mandat royal et toujours en activité aujourd'hui, a été contraint de déménager après avoir été bombardé lors du Blitz en 1940. 
The Royal Arcade poursuit sa réputation de détaillant de luxe, les locataires actuels offrant un mélange de marques de renommée mondiale et d'indépendants uniques. Le lien royal est également toujours en place, car Charbonnel Et Walker, situé aux numéros 1 et 2, détient le mandat royal en tant que chocolatiers de Sa Majesté la Reine. 

## Tournages
The Royal Arcade a été utilisé comme lieu de tournage pour la télévision et le cinéma, notamment The Parent Trap (1998), Miss Pettigrew Lives for a Day (2008), Balletboyz (2013) et en 2016 Film Stars Don't Die in Liverpool. Des parties de l'épisode Poirot d'Agatha Christie Le vol du rubis royal y ont également été tournées. 

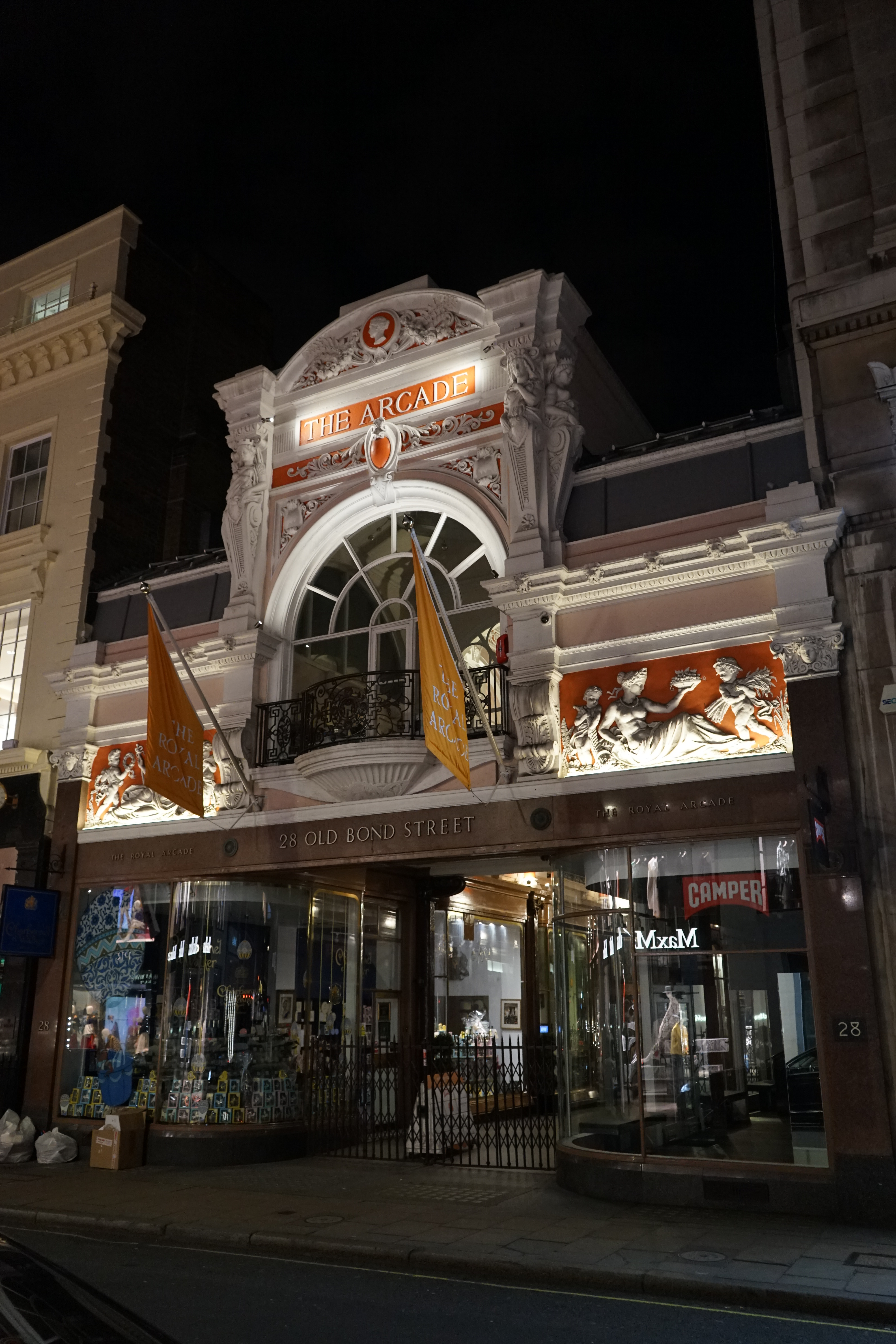
Royal Arcade de nuit

## Boutiques en 2017
- Charbonnel et Walker, 1 et 2
- Simon Griffen Antiques, 3
- Watch Club, 4 et 5
- Opticien EB Meyrowitz, 6
- Bijoux Calleija, 7
- Camper, 8-10
- Cartujano, 11
- Ormonde Jayne, 12
- George Cleverley, 13
- Bijoutiers barbes, 14
- Erskine, Hall & Coe, 15